# Campionato asiatico maschile di pallacanestro 1991
Il 16º Campionato Asiatico Maschile di Pallacanestro FIBA si è svolto dal 22 agosto al 1º settembre 1991 a Kōbe in Giappone. Il torneo è stato vinto dalla nazionale cinese.
I Campionati asiatici maschili di pallacanestro sono una manifestazione biennale tra le squadre nazionali del continente, organizzata dalla FIBA Asia.

## Squadre partecipanti
| Gruppo A                                         | Gruppo B                                                             | Gruppo C                                             | Gruppo D                              |
| ------------------------------------------------ | -------------------------------------------------------------------- | ---------------------------------------------------- | ------------------------------------- |
| - Bahrein - Cina - Filippine - Kuwait - Malaysia | - Arabia Saudita - Corea del Sud - Giordania - Singapore - Sri Lanka | - Corea del Nord - Hong Kong - India - Taipei cinese | - Giappone - Iran - Indonesia - Qatar |

## Classifica finale
| Pos | Squadra        | V-P |
| --- | -------------- | --- |
| 1   | Cina           |     |
| 2   | Corea del Sud  |     |
| 3   | Giappone       |     |
| 4   | Taipei cinese  |     |
| 5   | Corea del Nord |     |
| 6   | Iran           |     |
| 7   | Filippine      |     |
| 8   | Giordania      |     |
| 9   | Arabia Saudita |     |
| 10  | Singapore      |     |
| 11  | Hong Kong      |     |
| 12  | Kuwait         |     |
| 13  | India          |     |
| 14  | Indonesia      |     |
| 15  | Bahrein        |     |
| 16  | Qatar          |     |
| 17  | Malaysia       |     |
| 18  | Sri Lanka      |     |